# Trogulus albicerus
Trogulus albicerus is een hooiwagen uit de familie kaphooiwagens (Trogulidae).